# Rafaīl Mamas
Rafaīl Mamas (in greco Ραφαήλ Μάμας?; Larnaca, 4 marzo 2001) è un calciatore cipriota, centrocampista dell'AEL Limassol.

## Carriera

### Club
Cresciuto nel settore giovanile dell'AEK Larnaca, debutta in prima squadra il 13 maggio 2018 in occasione del match di A' katīgoria vinto 3-2 contro l'AEL Limassol. Al termine della stagione viene acquistato dal Napoli che lo aggrega alla propria formazione Primavera; Nel 2020 si trasferisce alla SPAL che lo aggrega sempre in Primavera come fuoriquota.
Al termine della stagione fa ritorno all'AEK Larnaca.

### Nazionale
Ha giocato nelle nazionali giovanili cipriote Under-17, Under-19 ed Under-21.
L'11 novembre 2021 debutta con la nazionale maggiore cipriota nel match di qualificazione per i mondiali perso 6-0 contro la Russia.

## Statistiche
Statistiche aggiornate al 12 novembre 2021.

### Presenze e reti nei club
| Stagione        | Squadra         | Campionato      | Campionato | Campionato | Coppe nazionali | Coppe nazionali | Coppe nazionali | Coppe continentali | Coppe continentali | Coppe continentali | Altre coppe | Altre coppe | Altre coppe | Totale | Totale | Totale |
| Stagione        | Squadra         | Comp            | Pres       | Reti       | Comp            | Pres            | Reti            | Comp               | Pres               | Reti               | Comp        | Pres        | Reti        | Pres   | Reti   |        |
| --------------- | --------------- | --------------- | ---------- | ---------- | --------------- | --------------- | --------------- | ------------------ | ------------------ | ------------------ | ----------- | ----------- | ----------- | ------ | ------ | ------ |
| 2017-2018       | AEK Larnaca     | A               | 1          | 0          | CC              | 0               | 0               |                    | -                  | -                  |             | -           | -           | 1      | 0      |        |
| 2021-2022       | AEK Larnaca     | A               | 22         | 1          | CC              | 4               | 0               |                    | -                  | -                  |             | -           | -           | 22     | 1      |        |
| Totale carriera | Totale carriera | Totale carriera | 23         | 1          |                 | 4               | 0               |                    | -                  | -                  |             | -           | -           | 27     | 1      |        |

### Cronologia presenze e reti in nazionale
| Cronologia completa delle presenze e delle reti in nazionale ― Cipro | Cronologia completa delle presenze e delle reti in nazionale ― Cipro | Cronologia completa delle presenze e delle reti in nazionale ― Cipro | Cronologia completa delle presenze e delle reti in nazionale ― Cipro | Cronologia completa delle presenze e delle reti in nazionale ― Cipro | Cronologia completa delle presenze e delle reti in nazionale ― Cipro | Cronologia completa delle presenze e delle reti in nazionale ― Cipro | Cronologia completa delle presenze e delle reti in nazionale ― Cipro |
| Data                                                                 | Città                                                                | In casa                                                              | Risultato                                                            | Ospiti                                                               | Competizione                                                         | Reti                                                                 | Note                                                                 |
| -------------------------------------------------------------------- | -------------------------------------------------------------------- | -------------------------------------------------------------------- | -------------------------------------------------------------------- | -------------------------------------------------------------------- | -------------------------------------------------------------------- | -------------------------------------------------------------------- | -------------------------------------------------------------------- |
| 11-11-2021                                                           | San Pietroburgo                                                      | Russia                                                               | 6 – 0                                                                | Cipro                                                                | Qual. Mondiali 2022                                                  | -                                                                    | 68’                                                                  |
| 20-11-2022                                                           | Petah Tiqwa                                                          | Israele                                                              | 2 – 3                                                                | Cipro                                                                | Amichevole                                                           | -                                                                    | 76’                                                                  |
| 15-10-2024                                                           | Pristina                                                             | Kosovo                                                               | 3 – 0                                                                | Cipro                                                                | UEFA Nations League 2024-2025 - 1º turno                             | -                                                                    | 72’                                                                  |
| Totale                                                               |                                                                      | Presenze                                                             | 3                                                                    |                                                                      | Reti                                                                 | 0                                                                    |                                                                      |